# RealFM
RealFM e. V. (Association for Real Estate and Facility Managers) ist ein deutscher Berufsverband für Real Estate und Facility Manager und ging im November 2006 aus IFMA Deutschland e. V. hervor. Sitz des Verbandes mit derzeit mehr als 400 Mitgliedern ist Berlin. Die Alleinstellung im deutschen Markt liegt in der Mitgliederstruktur mit 75 % Auftraggebervertretern, den persönlichen Mitgliedschaften als Basis für das Netzwerk und den Erfahrungsaustausch und der europäischen Ausrichtung begründet.

## Aufgaben
Im Mittelpunkt der Aktivitäten des RealFM e. V. stehen die Verknüpfung der Aufgaben von Real Estate und Facility Management sowie die Gestaltung der Schnittstellen zwischen allen an diesen Prozessen Beteiligten. Als europäisch ausgerichtete Vereinigung ist der RealFM e.V. globales und regionales Netzwerk sowie Impulsgeber für eine bildungspolitische und berufsständische Entwicklung. Dies wiederum eröffnet dem RealFM e. V. zahlreiche Möglichkeiten, die Wahrnehmung eines sehr vielschichtigen Berufsbildes in der Öffentlichkeit zu verstärken.
Der Verband bietet seinen Mitgliedern in Arbeit- und Regionalkreisen Möglichkeiten zur aktiven Mitgestaltung der Branche und zur persönlichen Entwicklung. Durch die Arbeitskreise werden richtungsweisende Produkte und Werkzeuge zur Unterstützung der Mitglieder und der Branche entwickelt und finden auch in einschlägiger Fachliteratur Berücksichtigung. Darüber hinaus ist der RealFM e. V. aktiv in der akademischen und berufspraktischen Ausbildung, der praxisorientierten Weiterbildung und der qualitätsorientierten Zertifizierung.

## Verbandskooperationen
Der RealFM e. V. unterhält seit 2009 Verbandskooperationen mit SVIT FM Schweiz und Facility Management Austria (FMA). Mit Fokus auf das europäische Umfeld wollen die drei deutschsprachigen Verbände die gemeinsame Entwicklung von Kompetenzen, Methoden und Werkzeugen für Facility Manager und Immobilienexperten weiter intensivieren. Ziel ist es, das FM-Verständnis in Politik, Wirtschaft und Lehre in Europa noch besser zu verankern. Gleichzeitig soll die Wissensbündelung die Effizienz der Verbände steigern und den Mehrwert für die Mitglieder erhöhen. Aus der Zusammenarbeit der Verbände entstand das Funktions- und Leistungsmodell.

## Struktur
Der RealFM ist ein eingetragener Verein. Organe sind die ordentliche Mitgliederversammlung und das Präsidium. Die Mitgliedschaft steht grundsätzlich jedem frei, der sich der Satzung und den Zielen des Vereins verpflichtet. Die Mitgliedschaft im Verein gliedert sich in persönliche und korporative Mitglieder.
Die Mitgliederversammlung ist formales Beschlussorgan und wählt für zwei Jahre das ehrenamtliche Präsidium. Das Präsidium besteht zurzeit aus 5 Mitgliedern. Präsident ist Dirk Otto, seine Stellvertreter sind Jörg Petri (1. Vizepräsident) und Danilo Schön (2. Vizepräsident). Weitere Mitglieder des Präsidiums sind Robert Paul und Jürgen Janda.
Präsidentschaften
- Géza-Richard Horn (2006 bis 2010)
- Thomas Knoepfle (2010 bis 2018)
- Dirk Otto (seit 2018)